# 利蒙西托
利蒙西托是玻利維亞的城鎮，位於該國中南部，由聖克魯斯省負責管轄，距離首府聖克魯斯37公里，海拔高度551米，每年平均降雨量950毫米，2010年人口3,289。
18°01′44″S 63°24′11″W / 18.0289°S 63.4031°W